# 白井・具志堅スポーツジム
白井・具志堅スポーツジム（しらい・ぐしけんスポーツジム）は、東京都杉並区永福に存在していたプロボクシングジムである。

## 概略
1995年に日本人初のプロボクシング世界王者である白井義男と世界王座13連続防衛記録を持つ具志堅用高が（かつて具志堅がCM出演していた）アートネイチャーの支援で渋谷区代々木に設立し2002年現在地に移転。白井は名誉会長、具志堅は会長となる。具志堅と同門だった杉谷満が初代チーフトレーナー、元WBC世界ライトフライ級王者の友利正もジム開設時からトレーナーを務めた。
宮田ジム所属内藤大助のパートナーである野木丈司はトレーナーとしてこのジムに所属していた。トレーナーとしては他に、ロス・ソウル五輪2大会に出場してプロ選手経験もある東悟が一時期所属していた。
主催興行は具志堅会長の現役時代の異名から「カンムリワシファイト」。
2012年7月9日、所属選手の山口直子がWBA女子世界スーパーフライ級王座を奪取し、ジム創設17年にして初の世界王者が誕生した。
2017年5月20日、比嘉大吾がWBC世界フライ級王座を奪取し、ジム設立22年目で初の男子正規世界王者が誕生した。
しかし、2018年4月の比嘉の世界戦で計量失格の問題が発生して責任をとった野木トレーナーがジムを離れ、2020年3月には比嘉もジムを離れるなど所属プロ選手とトレーナーの離脱が相次ぎ、2020年6月6日、ホームページ上でジムを7月末で閉鎖することを発表した。
2020年7月31日に閉館。25年の歴史に幕を下ろした。

## 選手

### 世界王者
- 山口直子（WBA女子世界スーパーフライ級）
- 江藤光喜（WBA世界フライ級暫定）：JBC非公認
- 比嘉大吾（WBC世界フライ級）

### 過去の主な選手
- 名護明彦 （第一号選手）
- 山中大輔
- 嘉陽宗嗣
- 金田淳一朗
- 江藤大喜
- 江藤伸悟
- 山口直子
- 菊地奈々子
- つのだのりこ
- 長濱陸
- 山下賢哉
- 小田翔夢
- 比嘉大吾（第42代OPBF東洋太平洋フライ級王者、元WBC世界フライ級王者）
- 高橋悠斗（第42代日本ライトフライ級王者。K&Wボクシングジムより移籍）
- 江藤光喜（第40代OPBF東洋太平洋フライ級王者、元WBAフライ級暫定王者）
- 木村吉光（第2代日本スーパーフェザー級ユース王者）
- 山口臣馬（元世界王者山口圭司の長男）